# بييت دي فيسر (سياسي)
بييت دي فيسر هو سياسي هولندي، ولد في 16 أبريل 1931، وتوفي في 19 ديسمبر 2012 في روتردام في هولندا. نشط حزبياً في حزب العمل. وقد انتخب عضو مجلس نواب هولندا ‏.